# Invite Monsieur à dîner
Pour plus de détails, voir Fiche technique et Distribution.
Invite Monsieur à dîner est un film français de court métrage réalisé en 1932 par Claude Autant-Lara.

## Fiche technique
- Réalisation : Claude Autant-Lara
- Scénario : d'après la pièce homonyme de Georges Courteline, saynète pour 4 hommes, 2 femmes, 1 enfant parue dans le recueil « Coco, Coco et Toto », Éditions Albin Michel, Paris, 1905
- Directeur de la photographie : Michel Kelber
- Production et distribution : Paramount
- Format : Noir et blanc - 1,33:1 - 35 mm - son mono
- Durée : 10 minutes
- Genre : Comédie
- Année de sortie en France : 1932

## Distribution
- Alice Tissot
- Charles Camus
- Paul Faivre
- Georges Bever
- Geo Lecomte
- Jacques Luce